# Lindsay Rose
Lindsay Rose (* 9. Februar 1992 in Rennes) ist ein mauritisch-französischer Fußballspieler. Der Innenverteidiger steht seit 2024 bei Aris Thessaloniki unter Vertrag.

## Karriere

### Vereine
Rose wechselte 2014 vom FC Valenciennes zu Olympique Lyon. Sein Debüt für den neuen Klub gab er am ersten Spieltag der Spielzeit 2014/15 beim 2:0 gegen Stade Rennes. Die Rückrunde der Saison 2015/16 spielte er auf Leihbasis beim Ligakonkurrenten FC Lorient, für den er zehnmal zum Einsatz kam. Danach verpflichtete ihn der Verein fest, verlieh Rose aber 2017 kurzzeitig an den SC Bastia. Seit 2019 spielte der Innenverteidiger nun für Aris Thessaloniki in der griechischen Super League, zuerst leihweise und dann fest verpflichtet. Im Sommer 2021 schloss er sich Legia Warschau an. Seit 2024 spielt er bei Aris Thessaloniki.

### Nationalmannschaft
Rose durchlief von der U-18 an die Jugendnationalmannschaften des französischen Fußballverbandes. Doch seit 2018 spielt er nun für die Nationalmannschaft von Mauritius.